# Edshults kyrka
Edshults kyrka är en kyrkobyggnad i Eksjö kommun Småland. Den ligger 2 mil sydost om Eksjö och tillhör Hult-Edshults församling, Linköpings stift.

## Kyrkobyggnaden
Edshults kyrka uppfördes 1836-1838 söder om Edshults säteri . Det är en stenkyrka med torn och sakristia i nyklassicistisk stil. Innerväggarna är ljusgråa och stora rundbågefönster släpper in rikligt med ljus. Över altaret hänger en altartavla av Ludvig Frid (1855-1909). På läktaren finns en välklingande orgel av Sven Nordström.
1955-1957 skapades en mindre gudstjänstlokal med 90 sittplatser i kyrkorummets östra del. I denna finns ett altarskåp från gamla kyrkan i renoverat skick som en mycket förnämlig prydnad och vidare en målad tavla från gamla kyrkan. Dessutom en större kraftigt beslagen kista från äldre tider till förvaring av kyrksilvret.

## Edshults gamla kyrka
Edshults gamla medeltida kyrka var belägen i anslutning till säteriet. Kyrkan byggdes på 1300-talet eller, enligt Nationalencyklopedin troligen redan på 1200-talet. Det var en treskeppig träkyrka, vilken ursprungligen tjänade som gårdskyrka till säteriet. Den hade en rik bemålning från 1300-talets förra del. 
Strax efter att den nya kyrkan öppnats, revs den gamla kyrkan och både materialet kyrkan var byggd av och inventarierna ropades ut på auktion. På så vis försvann predikstol, altarring, oljemålningar och skulpturer ut i bygden från kyrkan. Bland annat fanns en madonnaskulptur av nordfranskt ursprung. Tack vare Nils Månsson Mandelgren finns den i dag på Statens historiska museum, där den är ett av de förnämsta arbetena från 1300-talet. Plankor med målningar från kyrkan kom att brukas i kyrkstallarnas spiltor och fattighusets vedbod, altarringen blev stängsel kring en svinstia och predikstolen användes som hönshus eller hundkoja.
På en äng utanför den nuvarande kyrkogården, på andra sidan vägen, finns en modell av den gamla spånklädda träkyrkan.
Omkring 100 meter sydväst om kyrkoplatsen finns rester av en försvarsborg, Edshults borg.

## Inventarier
- Altarskåp av furu med inredning i lövträ, oidentifierad upphovsman under 1500-talets första fjärdedel.
- Brudstol från den gamla kyrkan
- Dopfunt i mässing från 1672
- Altartavla målad 1877 av Ludvig Frid (1855-1909).
- En stor järnkamin står ännu vid norra väggen nedanför predikstolen.

## Orglar

### Stora positivet
Sven Nordström, Norra Solberga, byggde 1843 ett mekanisk enmanualigt orgelverk med bihangspedal. I fasaden fanns enbart blindpipor. År 1965 utförde Jacoby Orgelverkstad reparationer, varvid tungstämmorna, som varit ur funktion, inkopplades. År 1997 genomförde Sune Fondell, Ålems Orgelverkstad en restaurering. Förutom att reparera skadade pipor, avlägsnades även senare tiders filtning av trakturen som hade försämrat spelkänslan.

#### Ursprunglig och nuvarande disposition
| Manual C-f³                          | Pedal C-g° |
| Borduna 16', B/D (H/c°)              | bihängd    |
| Principal 8'                         |            |
| Corno di Basetti 8'                  |            |
| Gedacht 8'                           |            |
| Octava 4'                            |            |
| Wallfleut 4'                         |            |
| Octava 2'                            |            |
| Scharf II-III cor, 2 2/3 + 2' (+ 1') |            |
| Basun 16', B                         |            |
| Trompet 16', D                       |            |
| Trompat 8', B/D                      |            |

### Lilla positivet
- 1879: Carl Johan Carlsson, Österkorsberga, bygger ett positiv. I fasaden attrappipor i trä. Sannolikt är detta ursprungligen ett heminstrument.

Ursprunglig disposition (sannolikt):
| Manual C-f³         |
| Gedackt 8'          |
| Fleut d'amour(?) 8' |
| Flöjt 4'            |

- 1950: Orgelbyggare Bernhard Svensson, Oskarshamn, sätter in en Qvinta 1 1/3' på en tom plats efter en 8'-stämma samt en Octava 2' på en tillbyggd pipstock.
- 1960: Församlingen köper positivet av Bernhard Svensson.
- 1975-1976: Renovering av musikdirektör & orgelbyggare Nils-Olof Berg, som tar bort den tillbyggda stocken och byter ut Kvinta 1 1/3' mot en ny Principal 2', vilken mensurerats i anslutning till Johannes Magnussons praxis. Dessutom förses positivet med en ny bakvägg.

Nuvarande disposition:
| Manual C-f³         | Pedal C-d¹ |
| Gedackt 8'          | bihängd    |
| Flöjt 4'            |            |
| Principal 2' (1976) |            |